# Drongan
Drongan je selo u East Ayrshire, Škotska s populacijom od 3000 stanovnika. To je staro rudarsko selo, a ima jednu glavnu školu. Poznat je po aferama s drogom, a 3% stanovništva registrirano je kao ovisnici o heroinu. 